# Кубяково (Татарстан)
Кубя́ково (тат. Күбәк) — деревня в Муслюмовском районе Республики Татарстан, в составе Старокарамалинского сельского поселения.

## География
Деревня находится на реке Калмия, в 27 км к востоку от районного центра — села Муслюмово.

## История
Деревня известна с 1747 года. 
Кубяково впервые отображено на карте Уфимской провинции 1755 года, вошедшей в атлас И. Красильникова.
Предки современного татарского населения деревни в XVIII–XIX веках относились к категориям тептярей и башкир-вотчинников. Основными занятиями населения являлись земледелие и скотоводство. 
В материалах 3-й ревизии (1762 год) в селении были учтены 27 тептярей мужского пола, входивших в команду старшины Минея Бекбовова. Такое же число тептярей проживало в Кубяково в момент проведения 4-й ревизии (1782 год).
В «Списке населенных мест по сведениям 1870 года», изданном в 1877 году, населённый пункт упомянут как деревня Кубякова 1-го стана Мензелинского уезда Уфимской губернии. Располагалась при речке Калмие, по правую сторону почтового тракта из Мензелинска в Бирск, в 62 верстах от уездного города Мензелинска и в 29 верстах от становой квартиры в деревне Поисева. В деревне, в 104 дворах жили 412 человек (200 мужчин и 212 женщин, тептяри), были мечеть, училище, водяная мельница. Жители занимались земледелием, скотоводством.
По сведениям начала XX века в деревне действовали мечеть, медресе, мектеб, 2 водяные мельницы, крупообдирка, зерносушилка. В этот период земельный надел сельской общины составлял 5152,6 десятин.
До 1920 года деревня входила в Амикеевскую волость Мензелинского уезда Уфимской губернии. С 1920 года в составе Мензелинского, с 1922 года – Челнинского кантонов ТАССР. С 10 августа 1930 года – в Муслюмовском, с 1 февраля 1963 года – в Сармановском, с 12 января 1965 года в Муслюмовском районах.
В 1929 году в деревне организован колхоз «Красный пахарь» (первый председатель – М.М.Гайров), в 1953 году вошёл в состав объединенного колхоза «Алга» (село Старые Карамалы, деревни Кубяково и Тюрюш), в 1960 году – колхоза «Урал», в 1965 году деревня выделилась из его состава под названием колхоз имени Куйбышева. В 1991 году переименован в колхоз «Калмыя». В 1993–2005 годах коллективное предприятие «Калмыя».
В 1936 году между деревней Кубяково и селом Старые Карамалы построена машинно-тракторная станция, с 1966 года Алгинская машинно-мелиоративная станция, с 1973 года Алгинская передвижная механизированная колонна-13, с 2014 года ООО «Муслюм-мелиорация».

## Население
| 1870 | 1884 | 1897 | 1920 | 1926 | 1938 | 1949 | 1958 | 1970 | 1979 | 1989 | 2002 | 2010 | 2017 |
| ---- | ---- | ---- | ---- | ---- | ---- | ---- | ---- | ---- | ---- | ---- | ---- | ---- | ---- |
| 412  | 456  | 739  | 836  | 482  | 579  | 409  | 407  | 397  | 344  | 249  | 243  | 230  | 255  |

Национальный состав села — татары (92,5%).

## Экономика
Жители занимаются полеводством, мясо-молочным скотоводством.

## Инфраструктура
В селе действует средняя школа. В 2014 году на здании школы установлены мемориальные доски выпускникам: Н.Г.Аюпову, Х.Г.Аюпову, А.Н.Баязитову, М.М.Гайрову, М.Б.Гаттарову, Х.М.Камалову, З.Л.Мукминову, Ф.М.Мусину, Б.М.Салихову, Д.Ю.Хафизову.

## Известные люди
- М.М. Гайров (1889–1972) – Герой Труда, первый председатель колхоза «Красный пахарь».
- И.З. Исламов (р. 1962) – государственный деятель, заслуженный машиностроитель РТ, глава администрации Мензелинского района (в 1993–1998 годах), заместитель генерального директора открытого акционерного общества «КАМАЗ», исполнительный директор открытого акционерного общества «КАМАЗ» (в 1998–2001 годах), генеральный директор открытого акционерного общества Научно-производственное объединение «Татэлектромаш» (с 2001 года), почётный гражданин Муслюмовского района.
- Х.М. Камалов (1934–1994) – участник Великой Отечественной войны, летчик испытатель.